# Батіз
Батіз (рум. Batiz) — село у повіті Хунедоара в Румунії. Адміністративно підпорядковане місту Келан.
Село розташоване на відстані 284 км на північний захід від Бухареста, 13 км на південний схід від Деви, 120 км на південний захід від Клуж-Напоки, 137 км на схід від Тімішоари.

## Населення
За даними перепису населення 2002 року у селі проживали 572 особи.
Національний склад населення села:
| Національність | Кількість осіб | Відсоток |
| -------------- | -------------- | -------- |
| румуни         | 540            | 94,4%    |
| цигани         | 14             | 2,4%     |
| угорці         | 10             | 1,7%     |
| німці          | 8              | 1,4%     |

Рідною мовою назвали:
| Мова      | Кількість осіб | Відсоток |
| --------- | -------------- | -------- |
| румунська | 557            | 97,4%    |
| угорська  | 9              | 1,6%     |
| німецька  | 6              | 1,0%     |